# Köln-Centru
Köln-Centru este sectorul 1 al orașului Köln, sectorul cuprinde cartierele Orașul-Vechi-Nord, Orașul-Vechi-Sud, Deutz, Orașul-Nou-Nord, Orașul-Nou-Sud.

## Istoric
Istoria orașului Köln până în secolul XIX este identică cu orașul vechi. Zona centrală a orașului în timpul romanilor poartă numele de „Colonia Claudia Ara Agrippinensium”. Orașul după perioada romană în perioada timpurie a Evului Mediu se va extinde, devenind unul dintre cele mai mari orașe germane, care este fortificat printr-un zid apreciabil. Acest zid de apărare înconjoară în anul 1225 tot orașul în care se aflau mănăstiri și biserici. Construcția actuală a Domului din Köln a început din anul 1248. 
Creșterea numărului populației și extinderea orașului a dus în anul 1881 la necesitatea dărâmării zidurilor. Prin anul 1888 este alipit orașului Deutz iar în 1910 a apărut orașul nou.

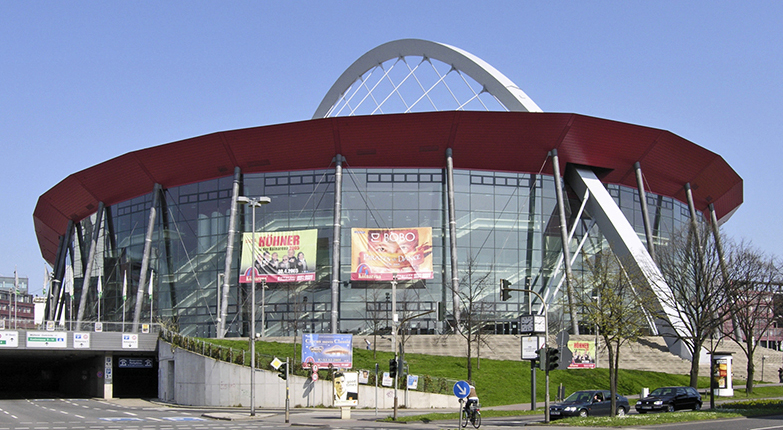
Arena Köln în Deutz